# Heinrich von Feder

Heinrich von Feder

Franz Heinrich von Feder (* 20. Januar 1822 in Wertheim; † 19. März 1887 ebenda) war ein deutscher Rechtsanwalt und Politiker.

## Leben
Feder war ein Sohn des fürstlich löwenstein-wertheim-rosenbergischen Archiv- und Domänenrats Franz Heinrich von Feder (1787–1851) und seiner Frau Elisabeth Franziska Breisky (1790–1862).
Er besuchte von 1832 bis 1839 das Gymnasium in Wertheim und studierte ab 1839 Rechtswissenschaften an den Universitäten Bonn, Heidelberg und Berlin. Feder war Mitglied der Corps Palatia Bonn und Rhenania Heidelberg. Nach Ablegung des juristischen Staatsexamens im Juni 1844 wurde er Rechtspraktikant beim Oberamt Bruchsal und 1848 Advokat am Mittelrheinischen Hofgericht ebd. 1849 verteidigte er in Freiburg den wegen Hochverrats angeklagten Revolutionär Karl Blind. 1851 ließ er sich als Anwalt in Offenburg nieder, 1869 in Mannheim, 1886 wieder in Wertheim.
Seine politische Laufbahn begann 1863 als Mitglied der Zweiten Badischen Kammer, der er bis 1886, also mehr als zwanzig Jahre angehörte. Heinrich von Feder war einer der Führer des linken Flügels der badischen Liberalen. Als Abgeordneter war er unter anderem Mitglied der ständigen Petitionskommission, der Kommission für den Gesetzentwurf für die Gerichtsbarkeit und das Verfahren in Polizeistrafsachen und der Kommission für den Gesetzentwurf über die Rechtsverhältnisse der Richter. 

## Werke (Auswahl)
- Der Prager Friede als Grundlage der Neugestaltung Deutschlands, 1867
- Geschichte der Stadt Mannheim, 1875/77